# Françoise Rivalland
Françoise Rivalland és una percussionista i creadora musical. Destaca com a intèrpret de zarb i címbal, així com pel seu recitat. Va estudiar amb professors com Gérard Hiéronimus, Francis Branna, Gaston Sylvestre, Jean-Pierre Drouet, Dariush Tari, Alicia Alsina, Dominique Rouits i Jean-Louis Gil. Des del 1987 ha col·laborat com a intèrpret o com a assistentper a moltes obres amb Georges Aperghis. De 2004 a 2017, ha estat professora a la Haute Ecole des Arts de Bern. És cofundadora de l'ensemble S:i.c.